# Stylo-plume
Pour l’article homonyme, voir Stylo.
 (septembre 2016).
Améliorez-le ou discutez des points à vérifier. 
 (septembre 2010).
Si vous disposez d'ouvrages ou d'articles de référence ou si vous connaissez des sites web de qualité traitant du thème abordé ici, merci de compléter l'article en donnant les références utiles à sa vérifiabilité et en les liant à la section « Notes et références ».

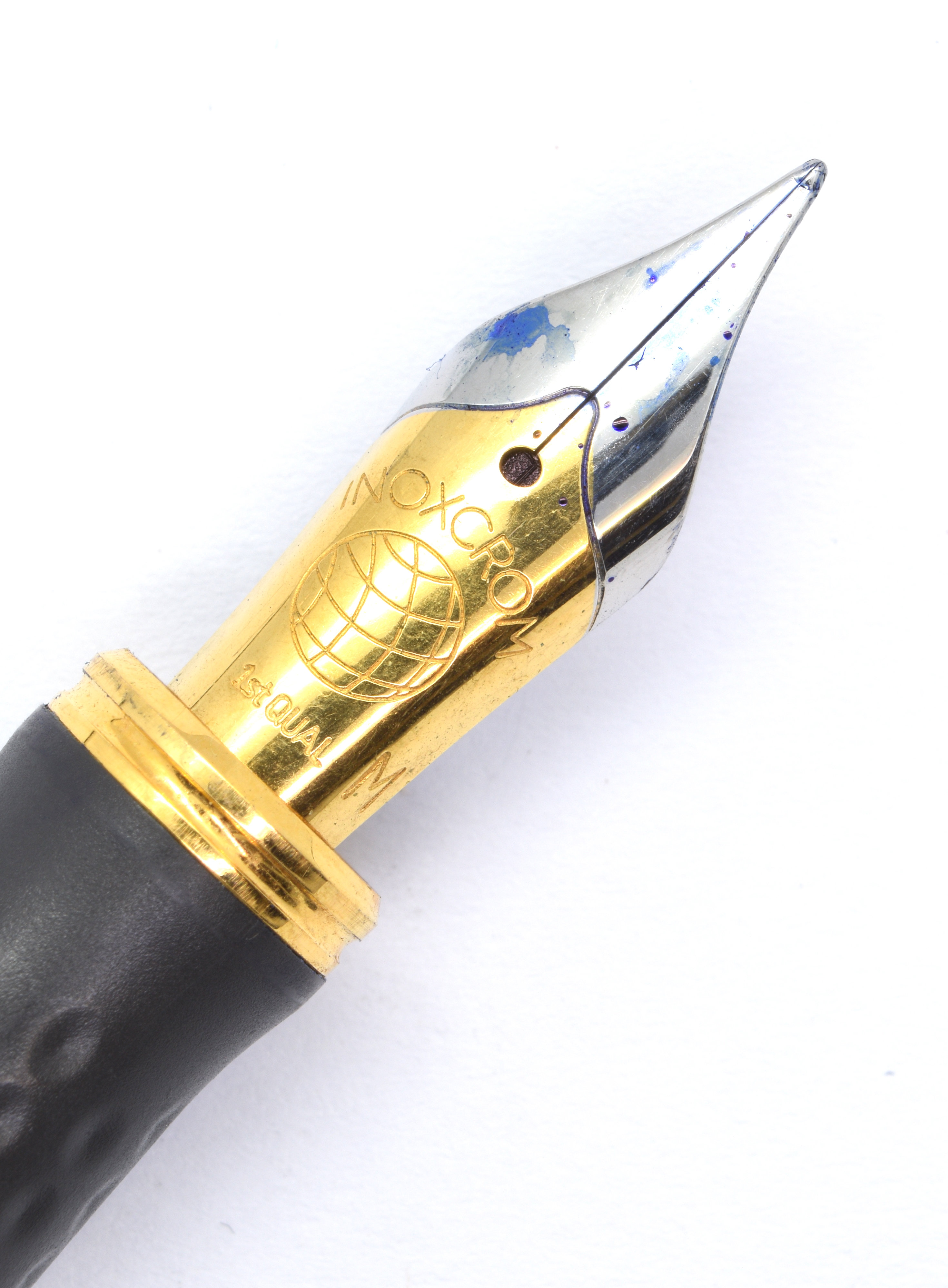
Détail d'une plume.

Un stylo-plume ou stylo à plume, aussi appelé stylo en Belgique, plume en Suisse, et anciennement stylographe, est un instrument d'écriture ou de dessin sur papier qui permet de tracer des traits de l'encre contenue dans un réservoir qui peut être une cartouche.

## Histoire

### Plume sans fin
Le stylo-plume résulte d'un développement progressif au cours du XIXe siècle. L'idée d'un instrument permettant d'écrire en tous lieux est ancienne et les « encriers-plumes » ou  « plumes sans fin » apparaissent au XVIIe siècle. Ces premiers instruments portatifs d'écriture à l'encre se composent d'une réserve d'encre reliée à la plume par un petit tuyau. On fait descendre de l'encre par une secousse ou un renversement, au lieu de tremper la plume dans l'encrier. Le développement du stylo-plume exigeait une compréhension au moins pratique de la capillarité, dont Laplace établit le concept et la théorie au début du siècle suivant, et le développement de plumes métalliques résistant à l'acidité de l'encre métallo-gallique commune à l'époque, problème résolu dans le dernier tiers du siècle avec l'invention des encres à base d'aniline, notamment la nigrosine, la plus utilisée aujourd'hui. La tension de surface de la matière du stylo jouant un rôle dans la capillarité, la maîtrise des matériaux dans lesquels fabriquer les corps de stylo — gomme-laque, caoutchouc — se développa à la même époque.
La mise au point du stylographe fut donc progressive, et dépendant d'une quantité d'autres inventions. La « plume sans fin » dite aussi « mécanique », « à pompe » ou « à réservoir » était depuis longtemps importée en France, lorsque Petrache Poenaru déposa un brevet pour un perfectionnement ; il proposait de remplacer le réservoir rigide en verre par un tube souple en plume, qu'on presserait au lieu de secouer l'instrument. L'histoire selon laquelle Lewis Edson Waterman (1837-1901), alors agent d'assurance, trouva enfin la solution qui permettait le dépôt d'une goutte d'encre sur la pointe de la plume sans un écoulement trop intense, utilisant la capillarité, n'indique guère que la nature des problèmes dont souffraient les productions antérieures qui exploitaient le même principe (Wirt, Holland).

### Stylographe
En 1862 Claude Soulary présente un instrument de reproduction de dessins qu'il appelle « stylographe ». L'instrument a un certain succès, mais en 1883, l'« anti-stylographe » est un « porte-plume à réservoir » importé d'Angleterre. La stylographie est ensuite un procédé d'écriture en relief destiné aux aveugles. Le mot stylographe désigne en 1890 un crayon violet. Au début du XXe siècle, stylographe désigne un stylo tubulaire, tandis qu'on parle toujours de « porte-plume à réservoir ».

### Stylo à plume
Le terme « stylographe », attesté en 1902 pour un instrument d'écriture, devient par apocope stylo. La diffusion du stylo à bille après la Seconde Guerre mondiale oblige à préciser « stylo à plume ».
Après une éclipse à partir du milieu des années 1950, en raison de l'avènement du stylo à bille, on assiste depuis quelques années à une certaine renaissance de l'utilisation du stylo-plume — maintenant fabriqué en bois — dans les pays anglo-saxons ou en Italie, notamment par le fait des collectionneurs d'objets d'écriture, de même qu'en Extrême-Orient, région de forte tradition calligraphique.

## Dynamique graphologique

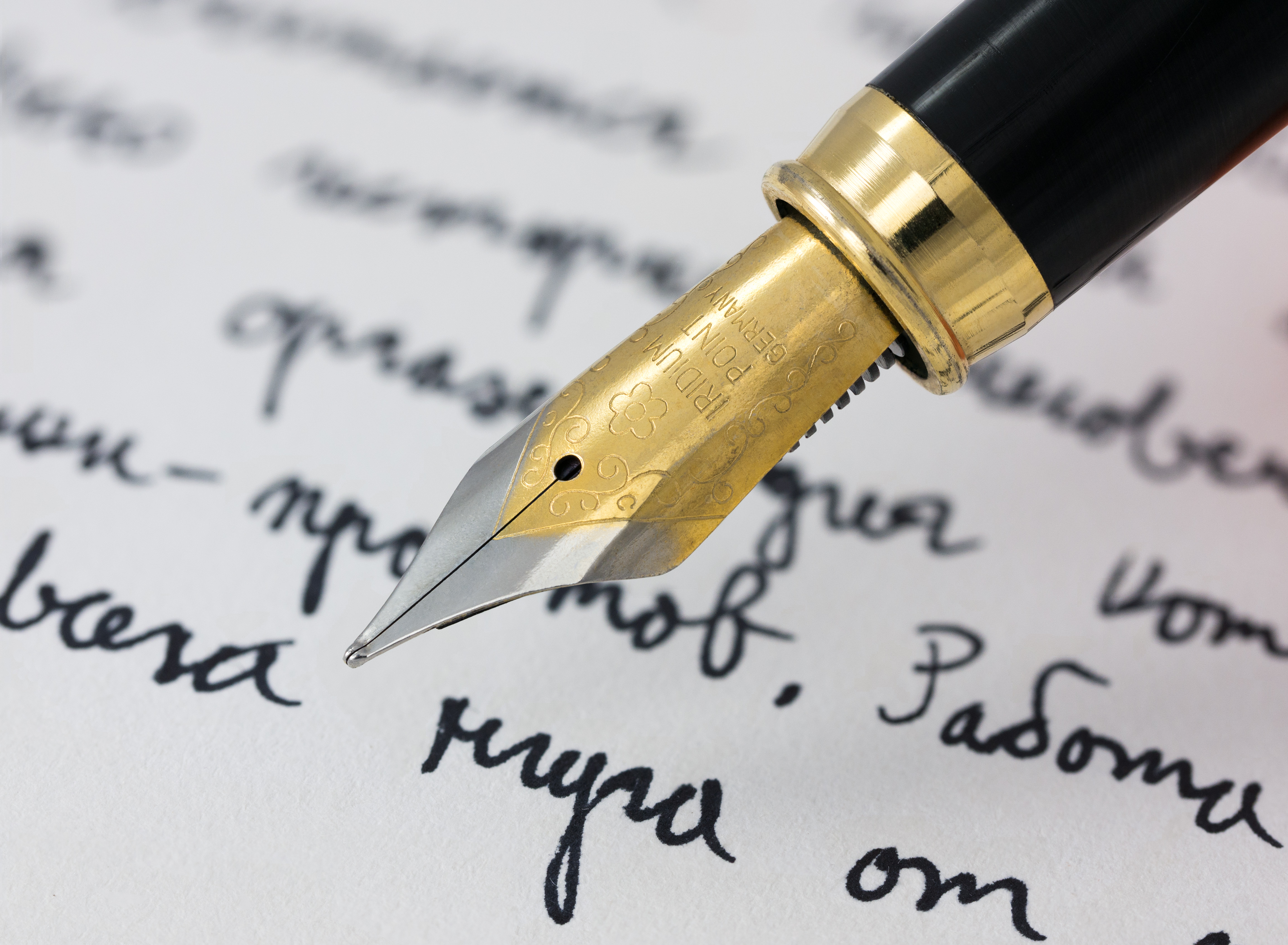
Écriture cyrillique avec un stylo-plume.

Couramment employé, il a pour qualité de forger l'écriture.
Contrairement à certains autres outils qui permettent une écriture molle (tel le stylo-bille), le stylo plume limite la direction et l'angle d'attaque de la pointe avec la feuille.

### Cartouches
La plupart des marques européennes (par exemple : Caran d'Ache, Schneider, Faber-Castell, Jacques Herbin, Kaweco, Michel Perchin, DuPont, Montegrappa, Stipula, Pelikan, Waterman, Montblanc, Monteverde, Sigma, Delta ou bien Rotring) et quelques-unes d'outre-mer (par exemple : Bexley, Retro51, Tombow, ou bien Acura) utilisent des cartouches internationales (aussi appelées cartouches européennes ou cartouches standard ou cartouches universelles), de taille courte (38 mm de long, de capacité 0,75 mL), ou de taille longue (72 mm de long, de capacité 1,45 mL), ou des deux à la fois.
Par ailleurs, la plupart des stylos-plume à cartouche acceptent un convertisseur. Si le stylo accepte les cartouches standard, on utilisera un convertisseur standard. Si le stylo n'accepte que les cartouches de la marque, il faudra un convertisseur de la marque également. Quelques stylo-plume de taille courte (Waterman Ici et là ou bien Monteverde Diva) acceptent seulement les cartouches standard courtes.
Les fabricants dont l'embout d'injection est spécifique proposent leurs propres cartouches. D'autres se sont adaptés à celui d'autres fabricants : Aurora, Hero, Duke, Uranus. Cependant, les nouveaux modèles de stylo-plume des fabricants Hero, Duke et Uranus sont adaptés aux cartouches standard.
Les cartouches d'encre des stylos-plume sont hermétiquement fermées par une bille en plastique, maintenue contre l'orifice soit à l'aide de colle soit d'une couche fine de plastique. Ainsi, lorsque la cartouche est enfoncée dans l'embout d'injection, la bille est chassée à l'intérieur de la cartouche en plastique.

### Utilisation d'un réservoir et autres méthodes

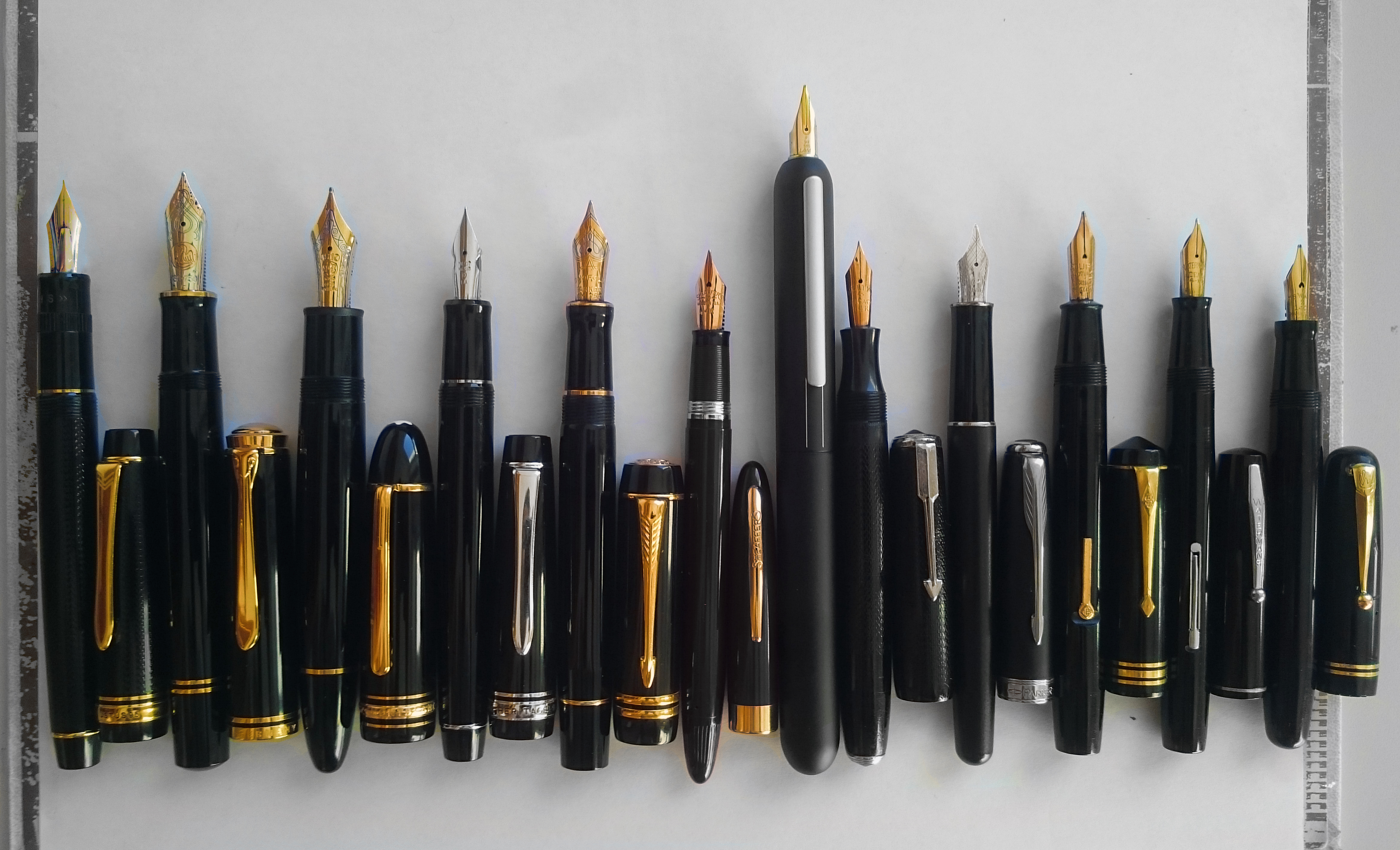
De gauche à droite : 1. Pilot Justus 95, 2. Pelikan Souverän M1000, 3. Montblanc Meisterstück 149, 4. Pilot Heritage 912, 5. Parker Duofold Centennial, 6. Sheaffer Snorkel Admiral, 7. Lamy Dialog 3, 8. Welty, 9. Parker Sonnet, 10. Conway Stewart 55, 11. Waterman Thorobred, 12. Mabie Todd Swan 3220

Même si la recharge d'encre à la cartouche est très répandue (particulièrement en milieu scolaire), l'utilisation d'encre en bouteille associée aux stylos à réservoir ou équipés de convertisseurs a de nombreux adeptes. En particulier dans les pays anglo-saxons. En effet, l'usage d'encriers présente plusieurs avantages :
- un choix d'encres beaucoup plus étendu, et même la possibilité de composer ses propres teintes ;
- un meilleur entretien du stylo-plume (remplir le stylo par la plume permet de dissoudre l'encre précédente) ;
- plus économique que l'achat de cartouches ;
- un moindre impact sur l'environnement (moins d'énergie utilisée et moins de déchets par rapport aux cartouches).

Les stylos haut de gamme sont, par définition, proposés avec un réservoir. Lorsque ces stylos sont proposés avec cartouches, l'embout d'injection étant spécifique, le fabricant propose son ou ses convertisseurs spécifiques. Remarquons qu'il n'est pas toujours possible d'utiliser un convertisseur : c'est le cas de certains stylo-plumes dont le corps est trop petit pour contenir le dispositif (exemple : Sheaffer Agio Compact ou bien Sheaffer Prelude Compact). Dans ce cas, comme on l'a signalé plus haut, il reste la solution de la seringue. Cependant, le fabricant Monteverde a conçu un convertisseur pour ce type de stylo : il est muni d'un embout standard et le système de pompe se retire une fois le réservoir rempli.

## Composantes de la fluidité du stylo-plume standard
Un stylo-plume est composé de plusieurs parties : le corps, le capuchon, la section dans laquelle vient s'encastrer une cartouche, le conduit et la plume.
Le rôle du couple conduit/plume est essentiel car de sa performance dépend le bon écoulement de l'encre sur le papier. Lewis Edson Waterman l'avait bien compris et l'invention du conduit à rainures permit enfin un échange air/encre cohérent, limitant les risques de fuites.
Sur la plume, le trou (œil) permet non seulement de limiter la fragilité de la plume, mais également de favoriser l'échange air/encre avec le conduit et le réservoir du stylo.
La plume est en général faite d'acier ou d'or. Pour assurer une résistance maximale à l’érosion due aux frottements contre le papier, l'extrémité de la plume est habituellement faite d'un alliage qui contenait, à l'origine, de l'iridium – métal reconnu pour sa dureté – mais dont la composition actuelle est tout à fait confuse.